# 金履祥
金 履祥（きん りしょう）は、南宋末期の儒学者。字は吉甫、号は仁山。婺州蘭渓県の出身。

## 略歴
南宋の理宗の紹定5年（1232年）に生まれた。
宝祐2年（1254年）から24歳で何基に、後に何基の弟子である王柏に学んだ。
徳祐元年（1275年）、史館編修の職に推挙されたが、官途に就かなかった。
南宋が滅亡した後は、婺州金華県の仁山に朱子学の講義を行う私塾を開き、講学に専念した。主な弟子に許謙がいる。
元の大徳7年（1303年）、71歳で没。

## 著作
- 『通鑑前編』
- 『大学章句疏義』
- 『論語孟子集註考証』
- 『尚書表註』
- 『書経註』
- 『仁山文集』

## 伝記資料
- 『元史』巻189 金履祥伝